# 11987 Yonematsu
11987 Yonematsu è un asteroide della fascia principale. Scoperto nel 1995, presenta un'orbita caratterizzata da un semiasse maggiore pari a 2,6987339 UA e da un'eccentricità di 0,0930087, inclinata di 13,76529° rispetto all'eclittica.